# Phronia maderopulchra
Phronia maderopulchra är en tvåvingeart som beskrevs av Chandler och Ribeiro 1995. Phronia maderopulchra ingår i släktet Phronia och familjen svampmyggor.
Artens utbredningsområde är Madeira. Inga underarter finns listade i Catalogue of Life.